# Вікові дуби (Михайлівське лісництво)
Вікові дуби — ботанічна пам'ятка природи місцевого значення. Об'єкт розташований на території Черкаського району Черкаської області, квартал 56 виділ 1 Михайлівського лісництва.
Площа — 1,3 га, статус отриманий у 1975 році.